# Mydaea affinis
Mydaea affinis este o specie de muște din genul Mydaea, familia Muscidae, descrisă de Meade în anul 1891. Conform Catalogue of Life specia Mydaea affinis nu are subspecii cunoscute.